# هنر عمومی

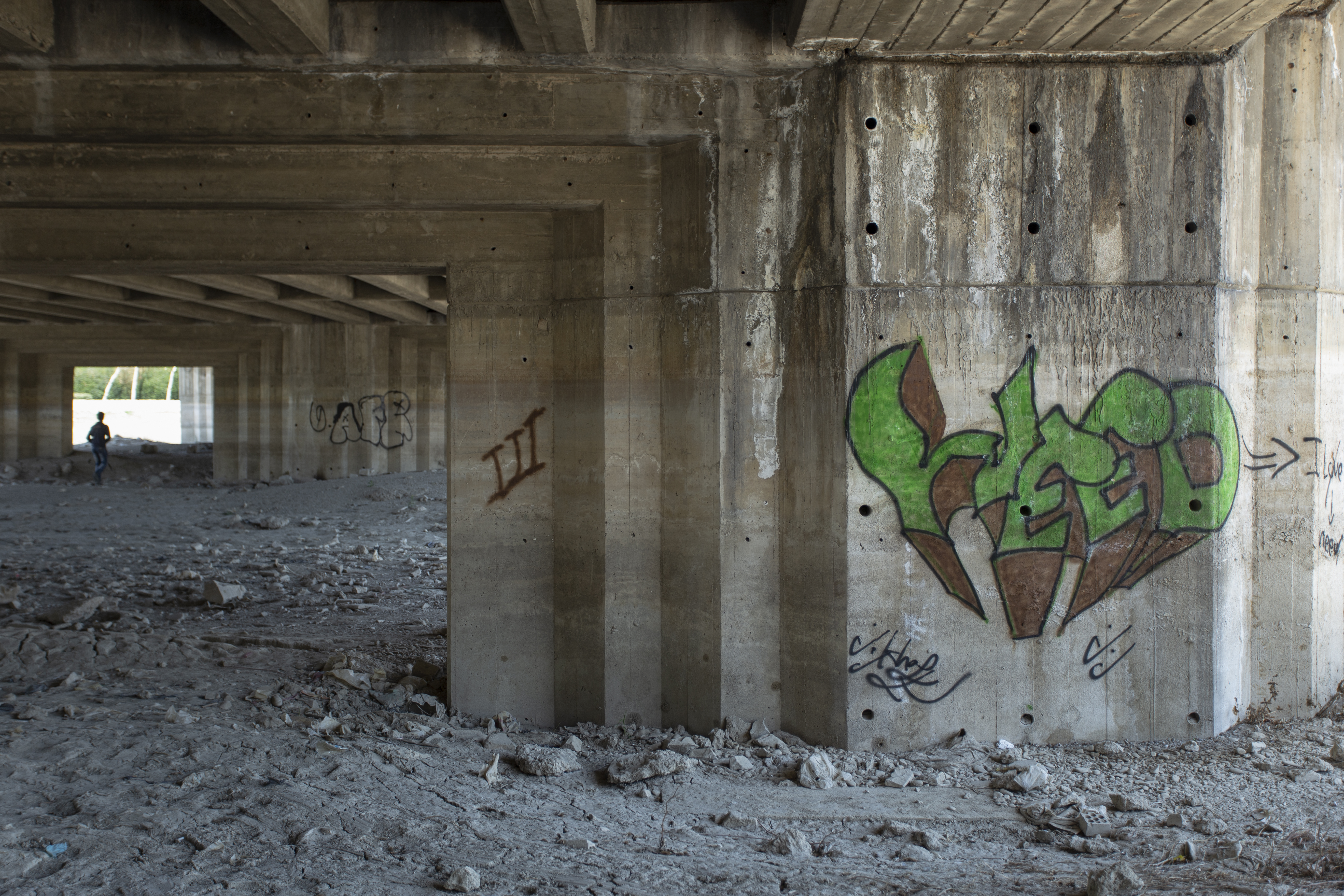
یک دیوارنگاره بر بستر رودخانه زاینده رود که از انواع هنری عمومی به شمار میرود

هنر عمومی به فعالیت‌های هنری در هر رسانه اطلاق می‌شود که با یک منظور خاص برای قرار گرفتن یا ظاهر شدن در مکان‌های عمومی فیزیکی، طراحی و اجرا می‌شود و معمولاً در محیط پیرامون وجود دارد و برای همگان در دسترس است. این عبارت مخصوصاً در دنیای هنر، در میان موزه‌داران، افراد دارای مأموریت و شاغلین در هنرهای عمومی، برای کسانی که این هنر یک تجربهٔ خاص کاری را اغلب با دلالت بر ویژگی‌های مکانی، گرفتاری‌های اجتماعی و همکاری‌ها تداعی می‌کند، دارای اهمیت است. گاهی نیز استفاده از این عبارت، شامل هرگونه هنری می‌شود که در فضای عمومی که دارای ساختمان‌های قابل دسترس برای عموم است، نمایش داده می‌شود.

## منظور

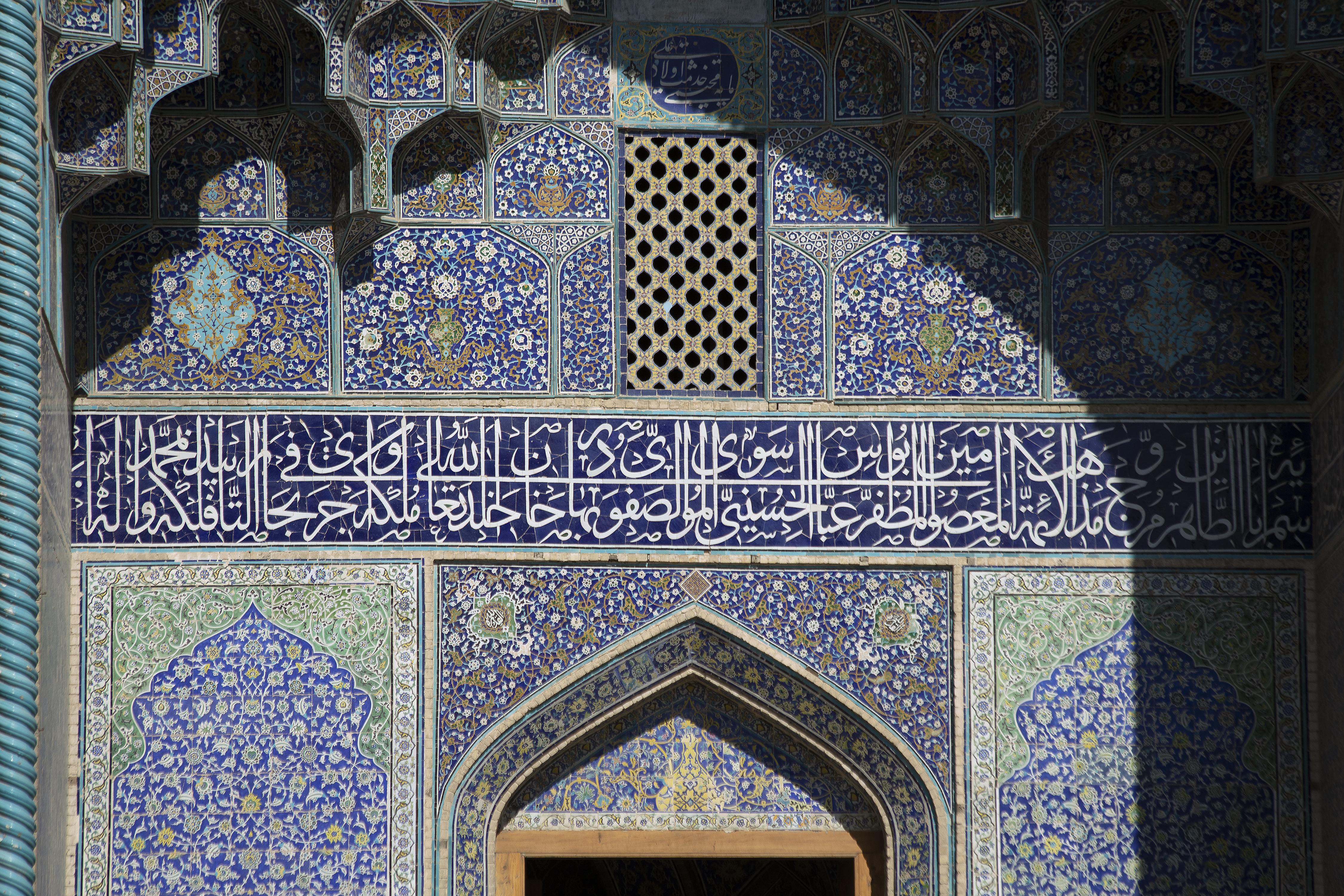
کاشی کاری مسجد شاه اصفهان که شکلی از هنر عمومی در قدیم بوده است

شاید آثار تاریخی، بناهای یادبود و مجسمه‌های شهری، قدیمی‌ترین و بارزترین شکل هنر عمومی تأیید شده رسمی باشد، هرچند می‌توان گفت که جزئیات معماری و حتی خود سبک معماری گسترش بیشتری دارد و تعریف هنر عمومی را تکمیل می‌کند. به‌طور فزاینده‌ای، بیشتر جنبه‌های محیطی ساختمان، به عنوان درخواست‌های قانونی برای ملاحظات مشاهده می‌شود یا مکانی برای هنر عمومی که شامل وسایل و روشنایی خیابان و حروف و تصاویر روی دیوار هاست. هنر عمومی محدود به اشیاء فیزیکی نمی‌شود، رقص، حرکات دسته جمعی، تئاترهای خیابانی و حتی شعر طرفدارانی دارد که در هنر عمومی تخصص پیدا می‌کنند.
مجسمه‌سازی زمانی که به عنوان هنر عمومی کارآیی پیدا می‌کند اغلب از مواد با دوام و به آسانی قابل نگهداری ساخته می‌شود تا از تأثیرات بد محیط طبیعی و افراد مخرب علم و هنر در امان بماند، اگرچه تعدادی از کارهای هنری با این نیت موقتی بودن و بیشتر از موادی با عمر کوتاه ساخته می‌شوند.
کارهای ماندگار، گاهی با معماری و خیابان بندی، باری ساخت یا نوسازی ساختمان‌ها و مکان‌ها تکمیل می‌شود، یک نمونه خاص با اهمیت در برنامه توسعه یافته در شهر جدید "میلتون کینس" انگلستان وجود دارد.
برخی از هنرمندانی که در محدوده این هنر فعالیت دارند از آزادی حاصل ار مکان‌های موجود در فضای باز استفاده می‌کنند تا کارهای خیلی بزرگی را خلق کنند که استفاده از آن‌ها در یک نمایشگاه امکان‌پذیر نیست؛ به‌طور نمونه گام سه هفته‌ای  ریچارد لانگ با عنوان " The path is the place in the line". در میان فعالیت‌های سی سال گذشته که بیشترین تحسین‌های مردمی را در بر داشته، قطعاتی توسط کریستو، روبرت اسمیتسون، اندی گلدورثی و آنتونی گورملی دیده می‌شود که در آن اثر هنری نسبت به محیط اطرافش واکنش نشان می‌دهد یا با آن یکی می‌شود.
محدوده هنرمندانی که آثار هنری عمومی خلق می‌کنند از بزرگترین استادان نظیر میکل آنژ، پابلو پیکاسو و خوان میرو تا کسانی که در زمینه هنر عمومی تخصص دارند مثل کلاس الدن برگ و پیر گرانچ، و تا هنرمندان گمنامی که کارهای پنهانی ارائه می‌دهند، تفاوت دارد.

## تأثیر متقابل
برخی از اشکال هنر عمومی برای تشویق مشارکت عمومی در یک مسیر فعال طراحی می‌شوند. نمونه‌هایی برای آن شامل هنر عمومی نصب شده در موزه‌های علمی، نظیر قطعهٔ میانی معماری اصلی در جلوی مرکز علمی اونتاریو می‌باشد. این اثر هنری ماندگار نصب شده، منبعی برای یک آلت موسیقی است (هیدرالوفون) که عموم مردم در هر موقع از روز یا شب می‌توانند از آن استفاده کنند. مردم نیز متقابلاً با تلاش برای مانع شدن از فوران‌های آب، اثر خود را می‌گذارند تا آب را با فشار از طریق مکانیسم‌های مختلف تولید صدا در مجسمه عبور دهند.

## درصد سرمایه‌گذاری برای هنر
هنر عمومی معمولاً با اجازه و همکاری دولت یا شرکتی نصب می‌شود که مالک آن مکان است یا آن را نظارت می‌کند. بعضی از دولت‌ها در کشورها، به صورت فعال خلق آثار هنری عمومی را تشویق می‌کنند، به عنوان مثال، تعیین بودجه برای آثار هنری در ساختمان‌های جدید با اجرای "یک در صد برای سیاست هنری". یک در صد از هزینه از هزینه ساخت برای هنر، یک استاندارد محسوب می‌شود، اما مقدار آن از یک نقطه تا نقطه دیگر به صورت قابل توجهی فرق می‌کند. هزینه‌های اجرا و حفظ و نگهداری، گاهی اوقات، قبل از آنکه پول برای هنر توزیع شود، دریافت می‌شود، (مثلاً شهر لوس آنجلس)، بیشتر مناطق دارای سرمایه‌های عمومی هستند که روی برنامه‌های موقت و اجرای یک کار با ماهیت فرهنگی، پیش از تأکید بر روی کمیسیون‌های مربوط به پروژه‌ها سرمایه‌گذاری می‌کنند. اکثر کشورهای اروپایی، استرالیا و بیشتر شهرها و ایالت‌های آمریکا، درصدی از سرمایه را به برنامه‌های هنری اختصاص می‌دهند. این احتیاج به روش‌های مختلفی، پاسخ داده می‌شود. دولت "کبک" در مشرق کانادا، لازم می‌داند که بودجه‌ای را برای همه ساختمان‌های سرمایه‌گذاری شده و عمومی جدید با روش ۱&percnt برای آثار هنری کنار بگذارد. شهر نیویورک نیز این قانون را دارد: کمتر از ۱&percnt از اولین بیست میلیون دلار نباشد به اضافه کمتر از یک دوم از ۱&percnt مبلغی نباشد که از بیست میلیون دلار اختصاص یافته برای کار هنری در هر ساختمان عمومی متعلق به شهر تجاوز کرده باشد. حداکثر اختصاص برای هر کمیسیون در نیویورک ۴۰۰۰۰۰ دلار می‌باشد. در مقایسه شهر تورنتو به ۱&percnt از کل هزینه‌های ساخت نیاز دارد تا برای هنر عمومی بدون هیچ محدودیتی از بالا، کنار بگذارد (هرچند در بعضی از شرایط محیطی، شهرداری و سرمایه‌گذار در مورد حداکثر مقدار گفتگو کنند). در انگلستان درصد سرمایه‌گذاری برای هنر در مورد اختیارات محلی با صلاحدید انجام می‌گیرد که تحت دوره‌های وسیع تر با یک مقطع با ۱۰۶ توافق بر خلاف آنچه که به دست آوردن طرح شناخته شده، انجام می‌شود و به صورت کاربردی قابل تبدیل به پول نقد است و ندرتاً به یک ۱&percnt کامل می‌رسد که به هیچ وجه قابل اجرا نیست.
" آرتز کوئینزلند" در استرالیا از یک سیاست جدید (۲۰۰۸) برای هنر + مکان حمایت می‌کند که با یک بودجه تهیه شده توسط دولت ایالتی و یک انجمن مشاوره‌ای انجام می‌شود و جایگزین هنر ایجاد شده در ۲۰۰۷-۲۰۰۵ قبلی می‌شود.

## هنر عمومی و سیاست
هنر عمومی اغلب برای اهداف سیاسی مورد استفاده قرار گرفته شده‌است. شدیدترین و وسیع‌ترین آشکارسازی مورد بحث قرار گرفته در این موضوع مربوط می‌شود به استفاده از هنر به عنوان تبلیغ در رژیم‌های دیکتاتوری که با توقیف هم‌زمان عقیده‌ها همراه شده‌است. استفاده از این نوع هنر در اتحاد جماهیر شوروی در زمان استالین و انقلاب فرهنگی مائو در جایگاه چین در عرصهٔ جهانی مشاهده شده‌است.
در کشورهایی با فضای باز، هنرمندان اغلب هنر عمومی را در ترویج عقایدشان یا تأسیس یک مکان برای جلوگیری از سانسور و برخورد عقاید، مفید می‌یابند. هنر ممکن است با نیت موقت بودن ایجاد شود همانگونه که در مورد نصب‌ها و قطعه‌های اجرایی موقت مشاهده می‌شود. چنین هنری، شکلی ناخودآگاه دارد ئ به صورت مشخص در محیط‌های شهری بدون رضایت اولیاء امور نمایش داده می‌شود، اگرچه بعضی از هنرهای از این دست، تصدیق رسمی را دریافت می‌کنن، نمونه‌ها شامل موقعیت‌هایی می‌شود که در آن‌ها خط بین هنر عمومی در تصاویر و خطوط روی دیوار، با هنر عمومی پارتیزانی نامشخص به نظر می‌آید. نظیر هنر جان فکنر که روی بیلبورده قرار می‌گرفت و کارهای اولیه کیت هرینگ (که بدون اجازه نگهدارنده‌های پوسترهای آگهی دهنده در متروهای شهر نیویورک به اجرا درآمد.) و کارهای فعلی بانسکی، دیوارنماهای ایرلند شمالی و آن‌هایی که در لوس آنجلس وجود دارند اغلب واکنش‌هایی به دوره‌های مبارزه و نبرد بوده‌اند. هنر یک مفهوم مؤثرارتباطی در درون و آنسوی یک گروه محنت زده در اجتماعات بزرگتر ایجاد می‌کند. به مرور زمان، هنر ثابت کرد که در ایجاد گفتگو و کمک به پیوند در شکاف‌های اجتماعی که تضادهای ریشه‌های را تقویت می‌کند می‌تواند مفید باشد.

## مباحثات
هنر عمومی گاهی مباحثات جدل‌آمیز را حل می‌کند، بعضی از عوامل مؤثر در این موضوع: اشتیاق هنرمند برای دامن زدن به موضوعات، ماهیت متمایز مردم با نقطه نظرهایشان، با درجات به شدت متمایز تشابه بین آن‌ها با هنر و ترکیب آن، نتایج حاصل از به‌کارگیری مناسب سرمایه‌های عمومی، فضاها و منابع، نتایج حاصل از امنیت عمومی و بینش مدنی.
- اثر کوچک (مینی مالیست) ریچارد سرا با عنوان Tilted Arc از میدان عمومی شهر نیویورک در سال ۱۹۸۹ برداشته شد، چون کارگران اداره شکایت کرده بودند که کار روزمره‌شان با این اثر مختل شده‌است. یک دادگاه عمومی قوانینی را برای جلوگیری از ادامه نمایش اثر وضع کرد.
- اثر آپولو پاویلیون از ویکتور پاسمور در شهر جدید انگلستان با عنوان پتولی کانونی برای سیاستمداران محلی و گروه‌های دیگر شده بود که از ادارهٔ شهر و تخصیص منابع شکایت داشتند. در این حالت، هنرمندان و رهبران فرهنگی، در منطقه مورد نظر، یک زمین مسطح برای اعاده حیثیت کاری شان در هنر معاصر انتخاب کردند و به هنرمندانی نظیر جین و لوییز ویلسون مأموریت دادند که یک نصب ویدئویی برای اثرشان در سال ۲۰۰۳ ایجاد کنند.
- خانه، نام یک اثر بزرگ در سال۹۴ -۹۳ که توسط راشل ویترید در شرق لندن به وجود آمد، بعد از چند ماه توسط انجمن محلی از بین رفت. در این مورد هنرمند و خانمی که نماینده او بود تنها اجازه موقت برای کار به دست آوردند.
- اثر موریس آجیس با عنوان Dreamspace یک پلکان مارپیچی بزرگ و باد شده بود که به صورت قائم در چستر استریت شهر کانتی دورهام نصب شده بود و باعث کشته شدن دو زن شد و یک دختر سه ساله به شدت مجروح شد، وقتی که یک باد شدید تکیه‌گاه آن را شکست و همراه با ۳۰ نفر از مردمی که درون آن گرفتار شده بودند به اندازه ۳۰ فوت آن را به بالا برد.
- " ۱۶ تن" نام کار بزرگ ست ولیسن در سال ۲۰۰۶ است که باعث تخریب ماده خام در زندان کازروس شد که قبلاً زندان آسمانخراش نامیده می‌شد و در وسط بوینوس آیرس قرار گرفته بود. زندان توسط ارتش آرژانتین به صورت ۲۴ ساعته محافظت می‌شد، به گونه‌ای که ولیسن برای به دست آوردن مجوز لازم برای انجام پروژه باید شبکه وسیع محلی شهر و نمایندگان دولتی و ملی، زندانیان قبلی زندان، زندانیان سیاسی قبلی، گروه‌های حقوق بشر و نظامیان را به کار می‌گماشت.

در هر بحثی که ارائه می‌شود پیچیدگی‌هایی وجود دارد. اگرچه گزارش روزنامه‌ها اغلب مباحثات اجتماعی را به عنوان رقابت بین دو اردوگاه رقیب جلوه می‌دهند، یک تفاوت در نقطه نظرها در میان متخصصین هنری و مردمی غیر متخصص در هنر وجود دارد. هیچ زیر مجموعه‌ای از مردم یک گروه یکپارچه را تشکیل نمی‌دهد، هنر توسط تعداد زیادی از افراد و با روش‌های مختلف به چالش کشیده می‌شود و مورد دفاع قرار می‌گیرد.
پیشرفت‌های اخیر در هنر عمومی، اکنون یک درخواست برای یک ذهنیت دوستانه تر در شکل هنر اجتماعی را بروز می‌دهد. هنرمندان بیشتر مفاهیم آورده شده در هنر عمومی توسط مستمعین مختلف را همراه با ایستادگی شان به عنئان اعضای اجتماعاتی که آن‌ها تعیین می‌کنند می‌پذیرند. این کار، توجه بیشتر اداره کنندگان هنرهای عمومی و عاملین امتیاز دهنده را در پی دارد و این توجه را معتبر می‌سازد. این پیشرفت، اجتماع و انتقاد از کارهای هنری را در طراحی صحنه‌ها تشویق می‌کند و همچنین می‌تواند از بحث‌ها قبل از آنکه هزینه‌های گزافی از منابع عمومی برای آن پرداخت شود جلوگیری کند.
این کار باعث می‌شود که افراد به سمتی کشیده شوند که آرزو دارند هنر را به صورتی ببینند که یک راه بهتر برای مواجهه با مسائل اجتماعی ارائه دهد. کاری که تأکید بر تجربیات مشترک در درون یک اجتماع دارد، آن‌ها عهده‌دار آن می‌شوند و شرایط نامناسبی را که درون آن اجتماع مقاومت می‌کند نادیده می‌پندارد. گروه‌های هنری مانند ونیز ووچن کلاوسر قصد دارند که یک انتخاب دیگر ارائه دهند که با کار کردن با عاملین متخصص و استفاده از اصطلاحات هنری معاصر برای کشف راه حل‌های مکن در مسائل اجتماعی در ارتباط است.

## تحمل‌پذیری
هنر عمومی با یک رقابت طراحی شده که توسط ماهیت خاص آن به وجود می‌آید رو به رو می‌شود: چگونه به بهترین شکل تصوراتمان رادر محیط اطراف به فعالیت وا داریم. مفهوم تحمل پذیی در واکنش به کمبودهای محیطی مشاهده شده در یک شهر به وجود می‌آید. توسعه قابل مقاومت، توسط سازمان ملل متحد از دهه ۸۰ میلادی ترویج شد که شامل جنبه‌های اقتصادی، اجتماعی و اکولوژی است. یک کار هنری عمومی قابل تحمل شامل طرح‌هایی برای اصلاح شهری و مجزاسازی آن باشد. تحمل‌پذیری به صورت گسترده‌ای در بیشتر طراحی‌های محیطی و پروژه‌های مهندسی پذیرفته شده‌است. هنر قابل استقامت یک مبارزه برای واکنش نسبت به نیازهای یک فضای باز در اجتماع است.